# Lijst van oorlogsmonumenten in Westerkwartier
De Nederlandse gemeente Westerkwartier heeft 20 oorlogsmonumenten. Hieronder een overzicht. 
| Nr.  | Object                                      | Herdachte groep | Ontwerper                                                | Onthulling      | Type               | Locatie                                        | Plaats                          | Coördinaten                   | Foto                                        |
| ---- | ------------------------------------------- | --- | -------------------------------------------------------- | --------------- | ------------------ | ---------------------------------------------- | ------------------------------- | ----------------------------- | ------------------------------------------- |
| 409  | Bevrijdingsmonument                         | algemeen | Roel J. Nijhof (10-04-1943)                              | 1 mei 1995      | gedenksteen        | Heirweg 3, 9845 AA                             | Visvliet                        | 53° 16' 4" NB, 6° 15' 26" OL  | Bevrijdingsmonument                         |
| 410  | Oorlogsmonument                             | algemeen, vervolgden Nederland, burgerslachtoffers | L. Muller                                                | 4 mei 1988      | gedenksteen        | Wilhelminalaan 10, 9801 BD                     | Zuidhorn                        | 53° 14' 43" NB, 6° 24' 36" OL | Oorlogsmonument                             |
| 598  | Monument bij de N.H. Kerk                   | verzet Nederland | Willem Valk                                              |                 | begraafplaats/graf | Noorderringweg 41, 9363 HA                     | Marum                           | 53° 8' 41" NB, 6° 15' 11" OL  | Monument bij de N.H. Kerk                   |
| 718  | Monument aan De Haspel                      | verzet Nederland | Wladimir de Vries                                        | 1949            | zuil               | De Haspel, 9354 XB                             | Zevenhuizen                     | 53° 6' 15" NB, 6° 20' 21" OL  | Monument aan De Haspel                      |
| 719  | Gedenkteken voor alle Gevallen Slachtoffers | militairen in dienst van het Ned. Kon. na 1945, verzet Nederland | Pit van Loo (ontwerper), Wladimir de Vries (beeldhouwer) |                 | begraafplaats/graf | Kerkhoflaan, 9354 BB                           | Zevenhuizen                     | 53° 7' 38" NB, 6° 20' 51" OL  | Gedenkteken voor alle Gevallen Slachtoffers |
| 734  | Oorlogsmonument                             | algemeen | Rinus Meijer                                             |                 | beeld/sculptuur    | Kerkplein, 9863 PS                             | Doezum                          | 53° 12' 2" NB, 6° 14' 53" OL  | Oorlogsmonument                             |
| 805  | Herdenkingsmonument                         | militairen in dienst van het Ned. Kon. na 1945, koopvaardijpersoneel, militairen in dienst van het Ned. Kon. 1940-1945, burgerslachtoffers, burgers voormalig Nederlands-Indië, vervolgden Nederland, verzet Nederland | H. Beernink                                              | 4 mei 1995      | gedenksteen        | Kruising G.P. Beukemalaan en Parklaan, 9861 CG | Grootegast                      | 53° 12' 36" NB, 6° 16' 27" OL |                                             |
| 935  | Klokkentoren                                | burgerslachtoffers, vervolgden Nederland, verzet Nederland | ir. J. Boersma                                           | 4 mei 1950      | begraafplaats/graf | Oosterkade, 9843 AG                            | Grijpskerk                      | 53° 15' 46" NB, 6° 18' 48" OL |                                             |
| 938  | Transformatorhuisje                         | verzet Nederland | Gert Sennema                                             | 4 mei 2000      | overig             | Bosscherweg, 9843 TP                           | Grijpskerk                      | 53° 16' 56" NB, 6° 17' 25" OL | Transformatorhuisje                         |
| 2443 | Herdenkingsmonument                         | overig | Ids Willemsma                                            | 29 april 1988   | beeld/sculptuur    | De Dam, 9351 AN                                | Leek                            | 53° 9' 41" NB, 6° 23' 24" OL  | Herdenkingsmonument                         |
| 2542 | Oorlogsmonument                             | militairen in dienst van het Ned. Kon. 1940-1945, burgerslachtoffers, vervolgden Nederland, verzet Nederland | M. van der Veen                                          | 1985            | plaquette          | Burgemeester Seinenstraat, 9831 RC             | Aduard                          | 53° 15' 23" NB, 6° 27' 34" OL |                                             |
| 2543 | Oorlogsmonument                             | burgerslachtoffers | Gosse Dam                                                | 1 mei 1990      | beeld/sculptuur    | T.P. Oosterhoffstraat 1, 9883 PJ               | Oldehove                        | 53° 18' 13" NB, 6° 23' 38" OL | Oorlogsmonument                             |
| 2544 | Monument bij de N.H. Kerk                   | burgerslachtoffers, vervolgden Nederland | Oprichtingscommissie                                     | 4 mei 1995      | plaquette          | Hoofdstraat 50-52, 9842 PH                     | Niezijl                         | 53° 15' 58" NB, 6° 20' 29" OL | Monument bij de N.H. Kerk                   |
| 2658 | Monument aan de voormalige trambaan         | verzet Nederland |                                                          | 8 december 1994 | gedenksteen        | Verlengde Wilpsterweg, 9363 VA                 | Marum                           | 53° 8' 46" NB, 6° 14' 11" OL  | Monument aan de voormalige trambaan         |
| 2659 | Monument aan de Kloosterweg                 | verzet Nederland |                                                          |                 | gedenksteen        | Kloosterweg, 9363 VJ                           | Marum                           | 53° 8' 15" NB, 6° 12' 6" OL   | Monument aan de Kloosterweg                 |
| 2690 | Oorlogsmonument                             | burgerslachtoffers | Eddy Kingma (29-09-1959)                                 | 4 mei 2005      | plaquette          | Diepswal 3, 9844 PG                            | Pieterzijl                      | 53° 16' 54" NB, 6° 16' 8" OL  | Oorlogsmonument                             |
| 2864 | Oorlogsmonument                             | algemeen |                                                          |                 | zuil               | Smidshornerweg, 9822 AP                        | Niekerk                         | 53° 13' 20" NB, 6° 21' 3" OL  |                                             |
| 2865 | Verzetsgraf                                 | |                                                          |                 | zuil               | Smidshornerweg, 9823 AP                        | Niekerk                         | 53° 13' 16" NB, 6° 21' 4" OL  | Verzetsgraf                                 |
| 2874 | Joods monument                              | burgerslachtoffers, vervolgden Nederland |                                                          |                 | plaquette          |                                                | Leek                            | 53° 9' 43" NB, 6° 23' 24" OL  | Meer afbeeldingen                           |
| 3679 | Kunstwerk bij Kamp Nuis                     | overig, burgers voormalig Nederlands-Indië | Gert Sennema                                             | 15 oktober 2011 | beeld/sculptuur    | 9364 PD                                        | Nuis                            | 53° 9' 6" NB, 6° 18' 5" OL    | Meer afbeeldingen,                          |
|      | Stolpersteine                               | vervolgden Nederland | Gunter Demnig                                            |                 | reliëf             |                                                | Doezem, Leek, Niezijl, Visvliet |                               |                                             |

Eemsdelta ·
Groningen ·
Het Hogeland ·
Midden-Groningen ·
Oldambt ·
Pekela ·
Stadskanaal ·
Veendam ·
Westerkwartier ·
Westerwolde